# Lengenfeld (Vogtland)
Lengenfeld ist eine Kleinstadt im sächsischen Vogtlandkreis. Lengenfeld bezeichnet sich als Tischendorfstadt.

## Geografie

### Geografische Lage
Die Stadt liegt in einem Seitental der Göltzsch, knapp 20 km südwestlich von Zwickau und 20 km nordöstlich von Plauen. Sie befindet sich im Osten des Naturraumes Vogtland sowie im sächsischen Teil des historischen Vogtlands. Der Aussichtspunkt „Pilz“ bietet mit einer Höhe von 471 m ü. NHN einen Ausblick von Ostthüringen und dem vogtländischen Kuhberg bei Netzschkau bis zum erzgebirgischen Kuhberg bei Schönheide, zum Steinberg, zur Goldenen Höhe bei Bad Reiboldsgrün und zum Kiel bei Mühlleithen.

### Nachbargemeinden
| Stadt Reichenbach im Vogtlandkreis | Gemeinde Heinsdorfergrund im Vogtlandkreis  | Gemeinde Hirschfeld im Landkreis Zwickau |
| Gemeinde Limbach im Vogtlandkreis  | Kompassrose, die auf Nachbargemeinden zeigt | Stadt Kirchberg im Landkreis Zwickau     |
|                                    | Stadt Rodewisch im Vogtlandkreis            |                                          |

### Stadtgliederung
Lengenfeld ist Kernstadt einer Großgemeinde mit acht weiteren, ehemals selbständigen Ortschaften, den heutigen Ortsteilen Irfersgrün, Pechtelsgrün, Plohn/Abhorn, Grün, Schönbrunn, Waldkirchen, Weißensand (mit Kleinweißensand) und Wolfspfütz. Historische Ortslagen sind Neue Welt und Pöhlwinkel.
Zudem befinden sich im direkten Grenzgebiet von Rodewisch zu Lengenfeld die zum ehemaligen Messingwerk Niederauerbach gehörigen Neuhütte und Elisabethhütte.

## Geschichte

### 12. bis 18. Jahrhundert

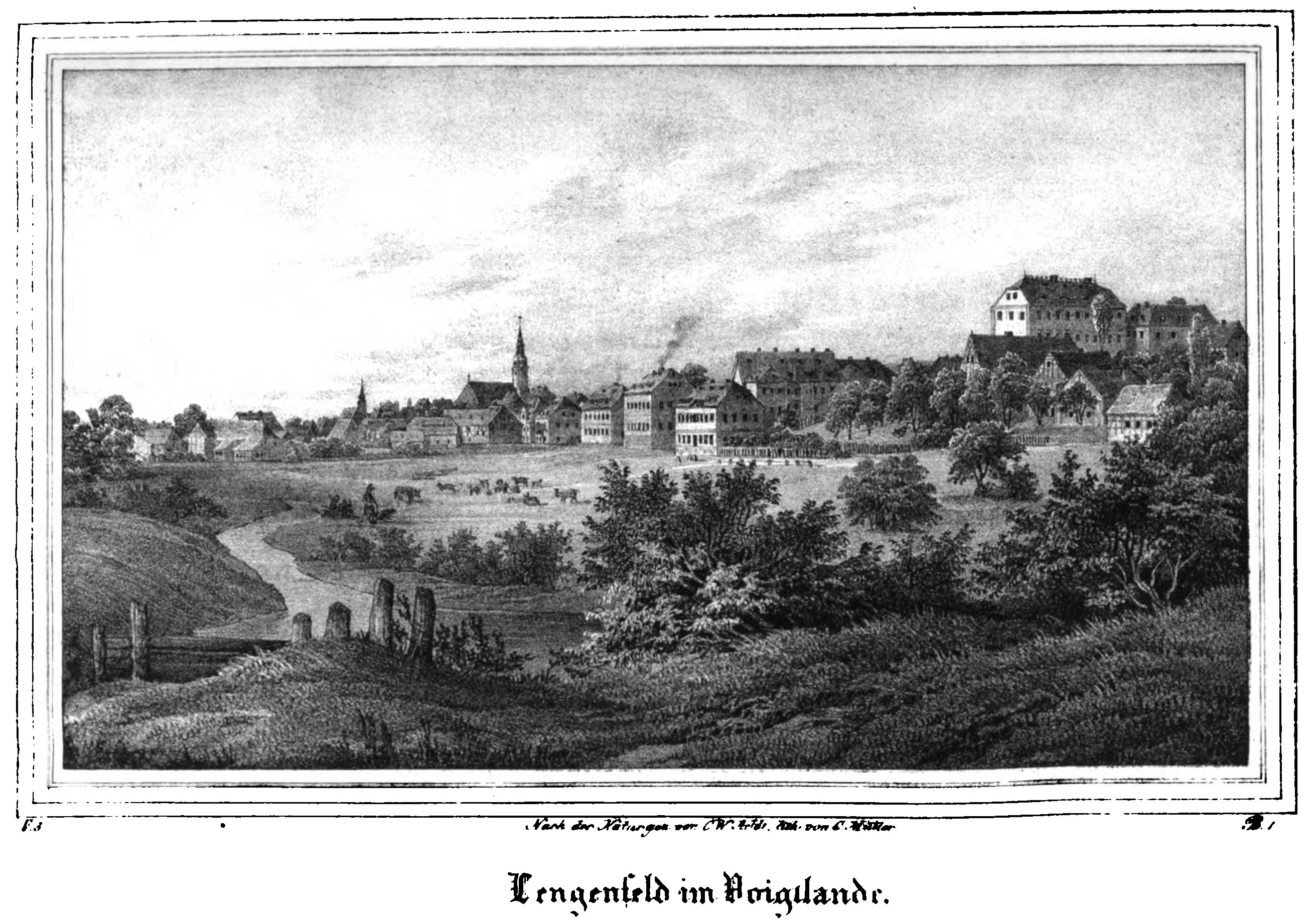
Ansicht Lengenfelds um 1840

Zwischen 1150 und 1230 wurde Lengenfeld durch fränkische Siedler als Waldhufendorf angelegt. Die erste urkundliche Nennung Lengenfelds datiert von 1438 im Zusammenhang mit einer Schenkung der Hoyersmühle (heutige Klopfermühle) an den Martinsaltar der Pfarrkirche in Zwickau. Bereits 1419 wurde ein Bürgermeister erwähnt. Die Entwicklung vom Dorf zum Marktflecken mit städtischen Rechten entwickelte sich ebenfalls in dieser Zeit. Während der Ort bereits im Jahr 1430 als Markt bezeichnet wurde, fand erst im Jahr 1764 eine Erwähnung als „Städtlein“ statt. Für das Jahr 1471 ist eine Zugehörigkeit von Lengenfeld zur Herrschaft Mylau belegt. Conrad Metzsch auf Mylau gewährte dem Ort Privilegien und die Befreiung von Fronpflichten. Bereits im Jahr 1519, d. h. im zweiten Jahr nach dem Thesenanschlag in Wittenberg wurde in Lengenfeld die Reformation eingeführt. In diesem Zusammenhang existierte während des Bauernkriegs im Jahr 1525 ein Bauernlager im benachbarten Waldkirchen.
Im 16. Jahrhundert entwickelte sich Lengenfeld sehr schnell. So ist für 1541 der erste Schulmeister, 1544 das erste Rathaus und nach der Loslösung von Kirchsprengel Treuen  im Jahr 1545 eine selbstständige Pfarrei erwähnt. Die Gründung einer Tuchmacherinnung im Jahre 1562 war Voraussetzung für den Aufstieg Lengenfelds zu einem bedeutenden Textilstandort. 1633 war das schwärzeste Jahr in der Geschichte der Stadt, als Lengenfeld die Schrecken des Dreißigjährigen Krieges zu spüren bekam und nahezu die Hälfte der damaligen Bevölkerung, 233 Personen, an der Pest starb. In dieser Zeit wurde auch die benachbarte Burg Plohn zerstört. Im Jahr 1714 erhielt Lengenfeld neben Reichenbach durch Kaiser Karl VI. das Privileg zum Tuchhandel in den österreichischen Landen. 1778 wurde die Weberinnung gegründet. Mit der Entstehung der Baumwollmanufaktur stieg die Einwohnerzahl Lengenfelds von 1150 auf 2016 zwischen den Jahren 1779 und 1794 fast auf das Doppelte. Aus dem Gewerbe der Tuchmacher entwickelte sich die Tuch-, Filztuch- und Weißwarenfabrikation. Gottlob Friedrich Thomas errichtete in den Jahren 1806/1807 mit selbstgebauten Spinnmaschinen die erste Baumwoll-Maschinenspinnerei des Vogtlands. Die erste Dampfmaschine der Stadt wurde 1836/1837 aufgestellt. Im Jahr 1841 erfolgten die letzten Versuche des Goldwaschens an der Göltzsch. Im Vergleich dazu gab es im Jahr 1730 zwischen der Hoyersmühle und Mühlwand sieben Goldwäschen oder Goldseifen.

### 19. Jahrhundert bis zur Gegenwart
Lengenfeld kam im 16. Jahrhundert mit der Herrschaft Mylau an das kursächsische bzw. spätere königlich-sächsische Amt Plauen, dem der Ort bis 1856 unterstand. 1856 wurde Lengenfeld Sitz des Gerichtsamts Lengenfeld. 1875 erfolgte die Angliederung der Stadt an die Amtshauptmannschaft Auerbach.
Bei einem Großfeuer am 10. Mai 1856 wurde der Stadtkern mit Schule, Kirche und Gerichtsgebäude zerstört. Ihr heutiges Gesicht erhielt die Stadt durch den Wiederaufbau. Die Aegidiuskirche wurde 1864 und das Rathaus 1880 fertiggestellt. Seit 1895 gab es in Lengenfeld ein Postamt. Westlich des Nachbarorts Eich wurde mit Eröffnung der Bahnstrecke Herlasgrün–Oelsnitz im Jahr 1865 ein Bahnhof angelegt, der zunächst den Namen der benachbarten Stadt Lengenfeld bekam, obwohl er nur 500 Meter von Eich entfernt war. Erst nachdem die Stadt Lengenfeld im Jahr 1875 mit dem an der Bahnstrecke Zwickau–Falkenstein liegenden Bahnhof Lengenfeld (Vogtl) eine näher an der Stadt liegende Station erhalten hatte, wurde der Bahnhof in der Gemarkung von Eich im Jahr 1879 in Eich umbenannt. Nach der Eröffnung der Bahnstrecke Lengenfeld–Göltzschtalbrücke im Jahr 1905 erhielt der Bahnhof Lengenfeld (Vogtl) ein neues Empfangsgebäude. Diese als Mylische Berta bekannte Bahnstrecke war bis 1957/58 in der Gesamtstrecke und bis 1971 noch bis Wolfspfütz in Betrieb.
Nach der im Jahr 1907 erfolgten Anlage des Stadtparks wurde 1909 das erste Lengenfelder Parkfest gefeiert. Diese alle zwei Jahre stattfindende Veranstaltung gilt heute als eine der größten, ältesten und traditionsreichsten Volksfeste des Vogtlands.
Vom 9. Oktober 1944 bis 13. April 1945 befand sich bei Lengenfeld ein Außenlager des KZ Flossenbürg mit 1.000 Häftlinge aus 11 Ländern, die zur Arbeit in den Lengwerken, einem Rüstungsbetrieb der Junkers-Werke gezwungen wurden. 246 Häftlinge starben in dieser Zeit.  Vor dem Einmarsch der Amerikaner am 17. April 1945, bei dem es zu Kriegshandlungen kam, wurde das Lager geräumt.
Durch die zweite Kreisreform in der DDR kam die Stadt Lengenfeld wie alle ihre heutigen Ortsteile außer Plohn/Abhorn im Jahr 1952 vom Landkreis Auerbach zum neu gegründeten Kreis Reichenbach im Bezirk Chemnitz (1953 in Bezirk Karl-Marx-Stadt umbenannt), der ab 1990 als sächsischer Landkreis Reichenbach fortgeführt wurde und 1996 im Vogtlandkreis aufging. Zu DDR-Zeiten wurde im Ort das Kinderferienlager Hans Heinen betrieben. Lengenfeld war Sitz des VEB Fluß- und Schwerspatbetrieb Lengenfeld, das zum Kombinat Kali gehörte, der Vogtländischen Filztuchfabrik Lengenfeld und des zentralen Ateliers der Vereinigung Volkseigener Betriebe (VVB) Plauener Gardine.
Mit der Wende erlebt die Stadt durch die Schließung der Textilbetriebe einen wirtschaftlichen Umbruch. Auf der „Grüner Höhe“  im Nordosten der Stadt entstand um 1990 ein Gewerbegebiet. 1993 wurde eine ehemalige Industriebrache im Zentrum der Stadt zum Hotelkomplex „Lengenfelder Hof“ mit Geschäftszentrum ausgebaut.
Die Stadt Lengenfeld ist seit 2009 Mitglied im Planungszweckverband „Industrie- und Gewerbegebiet Autobahnanschlußstelle Reichenbach/Vogtl.“, kurz PIA.

### Eingemeindungen
Am 1. April 1935 wurde die Gemeinde Grün eingegliedert. Damit stieg die Einwohnerzahl schlagartig um 1.400 Bürger. Es folgten am 1. Juli 1953 Wolfspfütz, am 1. Juli 1993 Plohn mit der am 1. Januar 1979 eingegliederten Ortschaft Abhorn, am 1. Januar 1994 Weißensand und am 1. März 1994 Irfersgrün und Pechtelsgrün. Am 1. Januar 1999 schlossen Waldkirchen und Schönbrunn die Reihe der Eingemeindungen ab.

### Einwohnerentwicklung
Entwicklung der Einwohnerzahl (ab 1960 31. Dezember):
| - 1834: 3.482 - 1910: 6.850 - 1871: 4.933 - 1939: 8.132 - 1960: 8.778 - 1971: 8.163 | - 1981: 7.778 - 1998: 8.724 (1) - 1999: 8.662 - 2000: 8.622 - 2001: 8.572 - 2002: 8.420 | - 2003: 8.280 - 2004: 8.181 - 2007: 7.894 - 2008: 7.783 - 2012: 7.490 - 2013: 7.325 | - 2019: 7.387 (2) |

 Datenquelle: Statistisches Landesamt Sachsen
1 Gebietsstand 1. Januar 1999
2 davon: Lengenfeld, Stadt, inkl. Grün 4.719; Abhorn 106, Plohn 326, Pechtelsgrün 309, Irfersgrün 518, Waldkirchen 780, Schönbrunn 329, Wolfspfütz 87, Weißensand 228
1910 war Lengenfeld die an Einwohnern fünftstärkste Kommune der Amtshauptmannschaft Auerbach.

## Politik

### Stadtrat
Seit der Stadtratswahl am 9. Juni 2024 verteilen sich die 18 Sitze des Stadtrates folgendermaßen auf die einzelnen Gruppierungen:
- Bürgerinitiative Lengenfeld e. V. (BIL): 13 Sitze
- CDU: 4 Sitze
- LINKE: 1 Sitz

| Stadtrat ab 2024Insgesamt 18 Sitze - Linke: 1 - BIL: 13 - CDU: 4 | Jahr             | 2024   | 2024   | 2019   | 2019   | 2014   | 2014   | 2009   | 2004   | 1999   | 1994   | 1990   |
| Stadtrat ab 2024Insgesamt 18 Sitze - Linke: 1 - BIL: 13 - CDU: 4 | Jahr             | in %   | Sitze  | in %   | Sitze  | in %   | Sitze  | in %   | in %   | in %   | in %   | in %   |
| Stadtrat ab 2024Insgesamt 18 Sitze - Linke: 1 - BIL: 13 - CDU: 4 | BIL              | 73,2   | 13     | 67,9   | 13     | 64,8   | 12     | 66,8   | 66,2   | 45,1   | 63,3   | ?      |
| Stadtrat ab 2024Insgesamt 18 Sitze - Linke: 1 - BIL: 13 - CDU: 4 | CDU              | 22,3   | 4      | 19,3   | 3      | 20,3   | 4      | 15,0   | 18,8   | 28,3   | 26,4   | 11,9   |
| Stadtrat ab 2024Insgesamt 18 Sitze - Linke: 1 - BIL: 13 - CDU: 4 | Linke (bzw. PDS) | 4,5    | 1      | 6,8    | 1      | 7,6    | 1      | 11,1   | 6,1    | 8,7    | —      | 3,2    |
| Stadtrat ab 2024Insgesamt 18 Sitze - Linke: 1 - BIL: 13 - CDU: 4 | SPD              | —      | —      | 6,0    | 1      | 5,4    | 1      | 7,1    | 5,4    | 13,9   | 10,3   | 5,7    |
| Stadtrat ab 2024Insgesamt 18 Sitze - Linke: 1 - BIL: 13 - CDU: 4 | FDP              | —      | —      | —      | —      | 2,0    | 0      | —      | —      | —      | —      | —      |
| Stadtrat ab 2024Insgesamt 18 Sitze - Linke: 1 - BIL: 13 - CDU: 4 | DSU              | —      | —      | —      | —      | —      | —      | —      | 3,4    | 4,0    | —      | —      |
| Stadtrat ab 2024Insgesamt 18 Sitze - Linke: 1 - BIL: 13 - CDU: 4 | Beteiligung      | 67,8 % | 67,8 % | 59,0 % | 59,0 % | 47,2 % | 47,2 % | 42,0 % | 52,7 % | 51,9 % | 73,7 % | 79,7 % |

Bei der Wahl im Jahr 1990 erhielten zudem der BFD 1,8 %, die CSU 31,4 %, die DBD 0,4 % und der DFD 0,5 % der Stimmen. Wahlvorschläge, die unter „weitere Wahlvorschlagsträger“ zusammengefasst werden, erhielten 45,1 %.

### Bürgermeister
Volker Bachmann ist seit 2004 Bürgermeister. Er wurde im Juni 2018 wiedergewählt. 2025 wurde Michael Heuck zu seinem Nachfolger gewählt.
| Wahl | Bürgermeister               | Vorschlag           | Wahlergebnis (in %) |
| ---- | --------------------------- | ------------------- | ------------------- |
| 2025 | Michael Heuck               | BIL                 | 66,7                |
| 2018 | Volker Bachmann             | FW „Pro Lengenfeld“ | 97,3                |
| 2011 | Volker Bachmann             | FW „Pro Lengenfeld“ | 90,0                |
| 2004 | Volker Bachmann             | FW „Pro Lengenfeld“ | 44,6                |
| 2001 | Dr. Erich Friedhelm Wappler | BIL                 | 57,6                |
| 1994 | Dr. Erich Friedhelm Wappler | BIL                 | 69,6                |

### Städtepartnerschaften
Die Stadt Lengenfeld unterhält seit 2008 eine Partnerschaft mit der tschechischen Stadt Habartov (Habersbirk).

### Wappen
| | Blasonierung: „In Silber ein nimbierter Bischof im roten Ornat, in der Rechten den Krummstab, in der Linken eine beschriebene Pergamentrolle haltend; zu seinen Füßen ein goldener Schild mit drei schwarzen Balken.“ |
| Wappenbegründung: Lengenfeld führt seit etwa 1735 das Stadtwappen. Die Figur stellt St. Ägidius, den Schutzheiligen der Stadtkirche dar. | |

## Wirtschaft und Infrastruktur

### Verkehr

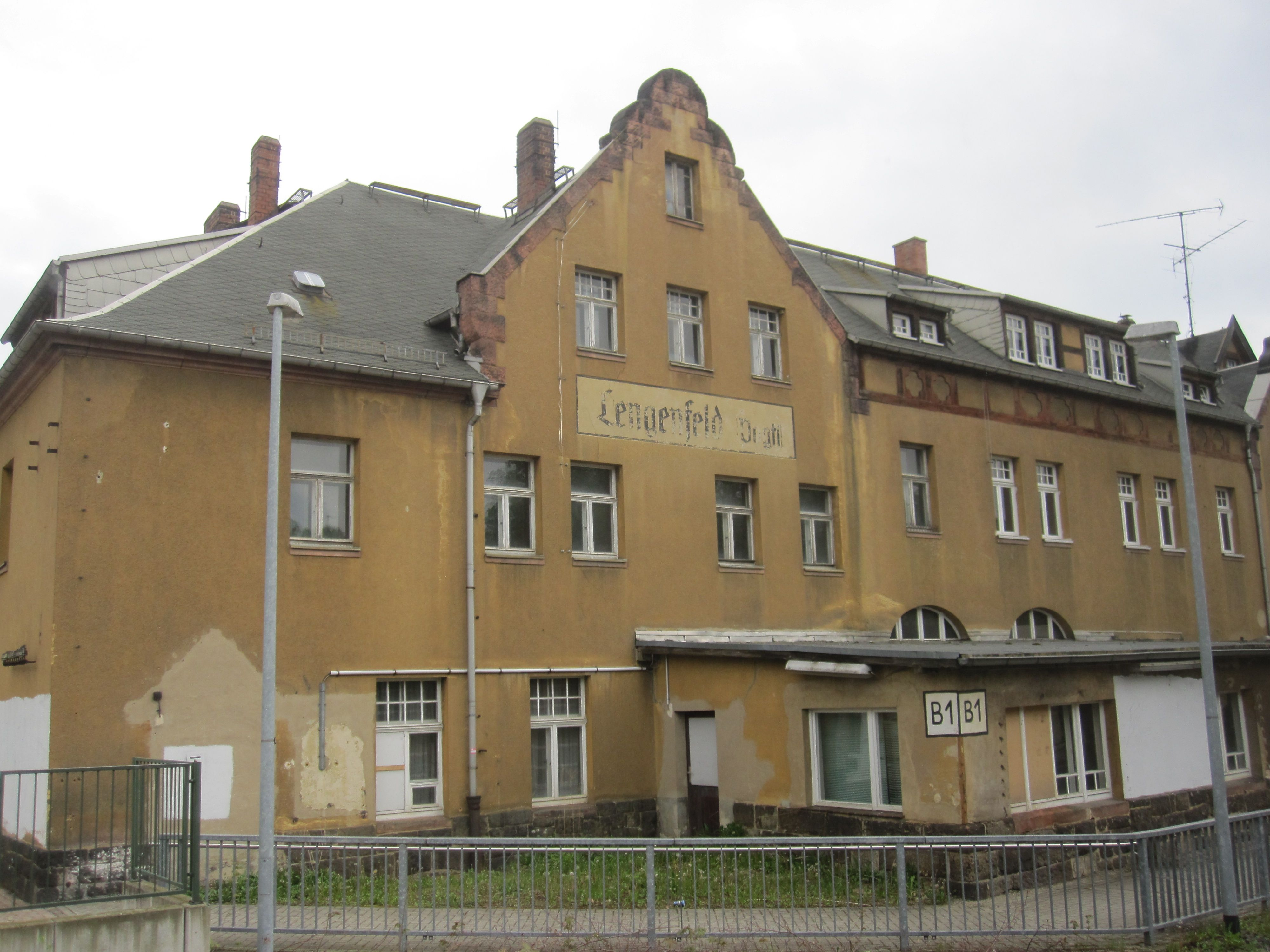
Der Bahnhof in Lengenfeld

Die Autobahn A 72 verläuft im Nordosten des Gemeindegebietes. Die Stadt Lengenfeld liegt an der Bundesstraße 94, nördlich des Ortsteils Schönbrunn mündet diese an der Anschlussstelle 9 (Reichenbach) in die A 72. Lengenfeld besitzt einen Bahnhof und der Ortsteil Irfersgrün einen Haltepunkt an der Bahnstrecke Zwickau–Falkenstein, an denen die Vogtlandbahn im Stundentakt verkehrt. Zwischen 1905 und 1971 war die Bahnstrecke Lengenfeld–Göltzschtalbrücke mit Weiterführung nach Reichenbach (bis 1958) in Betrieb.
Lengenfeld wird im vertakteten ÖPNV des Verkehrsverbunds Vogtland von mehreren Buslinien der Plauener Omnibusbetrieb GmbH bedient:
Stand: 13. Februar 2022
| Linie | Endpunkte                 | Verlauf                                  | Klassifizierung |
| ----- | ------------------------- | ---------------------------------------- | --------------- |
| 10+   | Falkenstein ↔ Reichenbach | Auerbach – Rodewisch – Lengenfeld        | PlusBus         |
| 63    | Plauen ↔ Plohn            | Neuensalz – Treuen – Lengenfeld          | TaktBus         |
| 87    | Lengenfeld ↔ Irfersgrün   | Plohn – Pechtelsgrün                     | RufBus          |
| 89    | Mylau ↔ Waldkirchen       | Reichenbach – Schneidenbach – Lengenfeld | TaktBus         |

Seit März 2017 fährt innerhalb von Lengenfeld außerdem ein Bürgerbus mit ehrenamtlichen Fahrern auf den Linien 62 und 66. Er verkehrt jeden Dienstag und Donnerstag.

### Betriebe
Zu DDR-Zeiten befand sich im Ortsteil Wolfspfütz das einzige Werk für Dieseleinspritzdüsen für die IFA. Das Unternehmen existiert heute noch als Monark Diesel GmbH.
Zudem ist Lengenfeld heute Standort der Sächsischen Filztuchfabrik Rodewisch, die im Nachbarort Rodewisch gegründet wurde, aber durch einige Fusionen insbesondere in der DDR, heute in Lengenfeld ansässig ist. Sie trägt aufgrund der besonderen Geschichte des Rodewischer Werkes, noch heute den Ortsnamen Rodewisch im Firmennamen.

## Kultur und Sehenswürdigkeiten

### Bauwerk

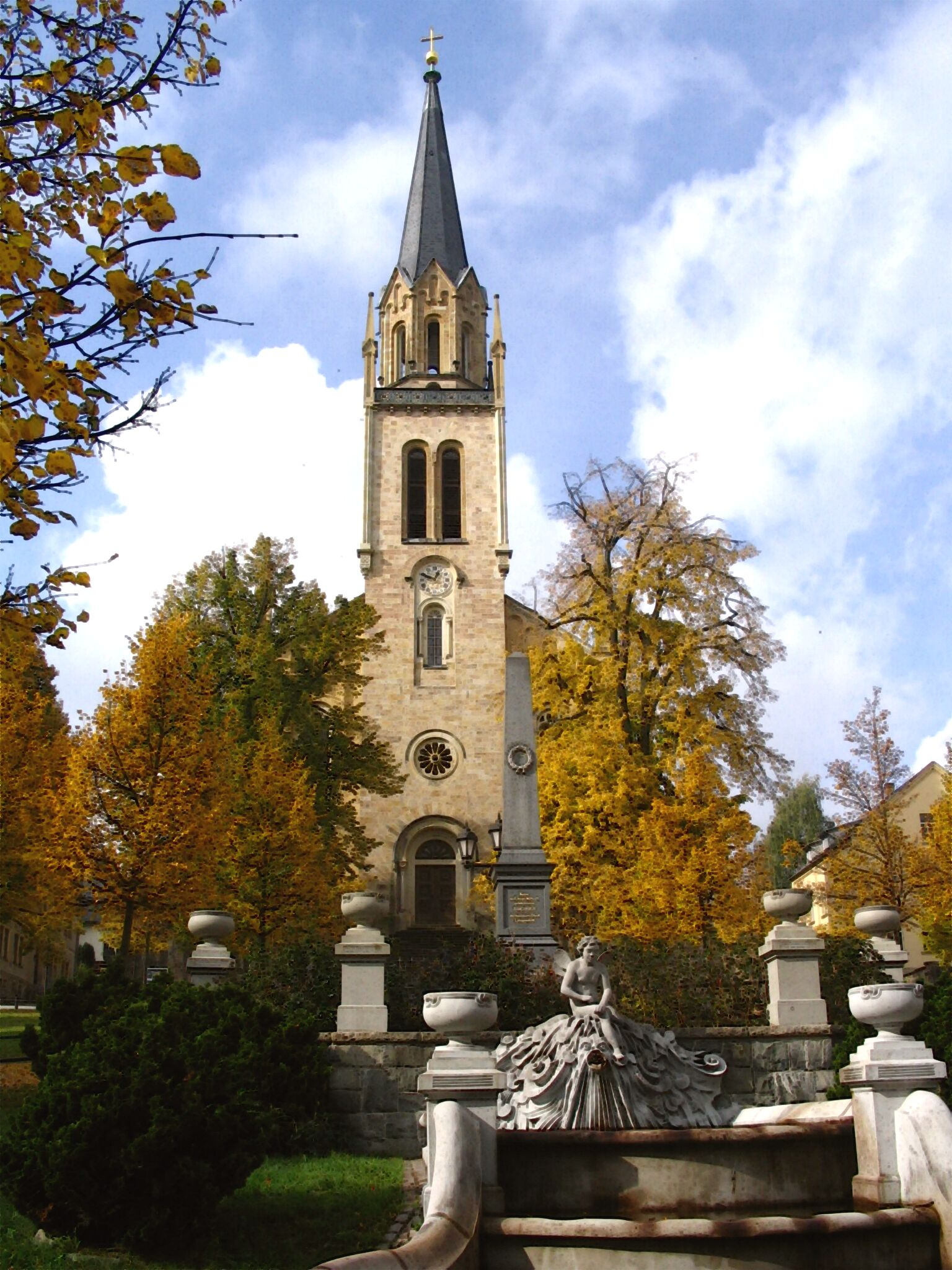
St.-Aegidius-Kirche

- Kirche St. Aegidius, Neuromanik, Entwurf von Christian Friedrich Arnold, Orgel von Jehmlich Orgelbau Dresden
- Nachbau der Kursächsische Postmeilensäule auf dem Markt

### Gedenkstätten
- Gedenkanlage von 1965 in der ehemaligen Waschbaracke des Außenlagers des nationalsozialistischen Konzentrationslagers Flossenbürg am Walkmühlenweg zur Erinnerung an 246 Opfer der KZ-Haft aus verschiedenen Nationen
- Massengrab und Gedenkstein von 1946 auf dem Ortsfriedhof für 57 Häftlinge des KZ-Außenlagers, sowie Gedenkstein von 1994 für umgekommene italienische Militärinternierte
- Straßenname zur Ehrung des Widerstandskämpfers Felix Mauersberger aus Netzschkau, der am 8. Mai 1945 an den erlittenen Misshandlungen im KZ-Außenlager starb
- Gedenkstein in der Mitte des Ortsteiles Weißensand für die Opfer des Faschismus. Er erinnert an neun weibliche jüdische KZ-Häftlinge, die im Frühjahr 1945 bei einem Todesmarsch aus dem KZ-Außenlager Christianstadt des KZ Groß-Rosen ermordet wurden
- Gedenkstein für die gefallenen Soldaten des deutsch-französischen Krieges 1870/71 auf dem Kirchplatz
- Gedenkstein für die gefallenen Soldaten des deutsch-französischen Krieges 1870/71 in Irfersgrün an der Stangengrüner Straße
- Denkmal für die gefallenen Soldaten des Ersten Weltkrieges am Park
- Namentliche Nennung der gefallenen Soldaten des Ersten Weltkrieges des Ortes Lengenfeld im Eingangsbereich der St.-Aegidius-Kirche
- Namentliche Nennung und Gedenkstein für die gefallenen Soldaten des Ersten Weltkrieges des Ortes Grün an der Zwickauer Straße
- Namentliche Nennung und Gedenkstein für die gefallenen Soldaten des Ersten Weltkrieges des Ortes Plohn an der Plohner Hauptstraße
- Namentliche Nennung und Gedenkstein für die gefallenen Soldaten des Ersten Weltkrieges des Ortes Pechtelsgrün an der Pechtelsgrüner Hauptstraße
- Namentliche Nennung und Gedenkstein für die gefallenen Soldaten des Ersten Weltkrieges des Ortes Irfersgrün vor der Irfersgrüner Kirche
- Namentliche Nennung und Gedenkstein für die gefallenen Soldaten des Ersten Weltkrieges des Ortes Waldkirchen an der Waldkirchener Hauptstraße
- Namentliche Nennung und Gedenkstein für die gefallenen Soldaten des Ersten Weltkrieges des Ortes Schönbrunn an der Waldkirchner Straße
- Namentliche Nennung und Gedenkstein für die gefallenen Soldaten des Ersten Weltkrieges an der Göltzschtalstraße sowie Gedenkstein für die Opfer des 2. Weltkrieges
- Fritz-Thomas-Gedenkstein im Park

### Museen
- Stadtmuseum, untergebracht in einem der ältesten Häuser der Stadt mit Bohlenstube, Tonnengewölbe, Laubengang und vollständig erhaltener schwarzer Küche.
- Feuerwehrmuseum mit Löschgeräten aus den letzten vier Jahrhunderten wie etwa Handdruckspritzen und über 20 Fahrzeuge, darunter das seltene Tanklöschfahrzeug Opel Blitz 3,6 von 1944 sowie mehrere seltene S4000-1 - Feuerwehrfahrzeuge.
- Die Klopfermühle ist die letzte mit Wasserkraft arbeitende Mühle an der Göltzsch. Sie wurde 1438 erstmals urkundlich erwähnt. Sie kann besichtigt werden und besitzt ein kleines Museum.

### Naturschutz
- Siehe auch: Liste der Naturdenkmale in Lengenfeld (Vogtland)

### Parks
Der Stadtpark ist alle zwei Jahre der Ort des Parkfestes, eines der größten Volksfeste des Vogtlandes. Im Ortsteil Plohn befindet sich der Freizeitpark Plohn, 500 Meter entfernt von der ehemaligen Burg Plohn, dem späteren Rittergut Plohn.

### Sport
In Lengenfeld findet im Oktober der Göltzschtal-Marathon statt. Er ist in Deutschland der zweitälteste aller seit ihrer Gründung noch ausgetragenen Marathonläufe und der älteste in der ehemaligen DDR. Der veranstaltende VfB Lengenfeld 1908 führt außerdem im April den Göltzschtallauf als Halbmarathon durch.

## Persönlichkeiten

### Ehrenbürger
- Hermann Gerisch (1910–1994), Lehrer, Heimatforscher, Mundartdichter
- Gottlob Friedrich Thomas (1859–1921), Kommerzienrat, Filztuchfabrikant, Stifter des Lengenfelder Parks
- Ernst Baumgärtel (1851–1939), Kommerzienrat, bedeutender Industrieller der Stadt
- Eduard Feustel (1874–1955), Wollgroßhändler, machte sich insbesondere um das Stadtkrankenhaus verdient
- Wilhelm Bernhard Hildebrand (1825–1898), Pfarrer in Lengenfeld
- Edwin Schubert (1893–1996), Ehrenbürger des heutigen Ortsteils Waldkirchen, Ortschronist von Waldkirchen

### Söhne und Töchter der Stadt
- Johann Friedrich Ackermann (1726–1804), Mediziner und Hochschullehrer, geboren in Waldkirchen
- Gottlob Friedrich Thomas (1755–1835), Industriepionier und Spinnereibesitzer
- Gottlieb von Hüttner (1787–1854), Oberpostdirektor im sächsischen Postwesen
- Ernst Gottschald (1795–1871), Bürgermeister von Plauen
- Johann Gottlieb Leipoldt (1803–1872), Missionar in Südafrika, Mitbegründer von Wupperthal, geboren in Plohn
- Johann Gotthelf Christian Weiß (1803–1884), Spinnerei- und Webereibesitzer, gründete 1883 eine Spinnerei mit späterer Werkssiedlung. Der heutige Ortsteil Weißthal von Mittweida ist nach Weiß benannt.
- Konstantin von Tischendorf (1815–1874), Theologe
- Franz Eduard Weidenmüller (1819–1892)[19], Spinnereibesitzer, kaufte 1865 die Anlagen der stillgelegten Antonshütte im erzgebirgischen Antonsthal und baute sie zu einer Holzschleiferei, später Papierfabrik um und gründete am einstigen Standort des Bergwerks in Dreiwerden die große „Papierfabrik F. E. Weidenmüller“[20]
- Otto Beutler (1853–1926), Jurist, Oberbürgermeister von Dresden, geboren in Waldkirchen
- Max Fickenwirth (1868–1938), Turner und Direktor der sächsischen Turnlehrerbildungsanstalt
- Robert Müller (1868–1948), Politiker, sächsischer Landtagsabgeordneter und Amtshauptmann
- Karl Kautzsch (1887–1978), Politiker, sächsischer Landtagsabgeordneter und Landrat
- Helmut Bechler (1898–1971), Generalmajor der Wehrmacht im Zweiten Weltkrieg, geboren in Grün
- Paul Hermann Feustel (1899–1973), SS-Hauptsturmführer und verurteilter Kriegsverbrecher
- Siegbert Hummel (1908–2001), Tibetologe, Sinologe
- Karl Adolf Schwabe (1909–1990), Färbermeister und Politiker, Mitglied des Reichstages, geboren in Grün
- Bernhard Bechler (1911–2002), Offizier der Wehrmacht, nach 1945 Innenminister des Landes Brandenburg in der Sowjetischen Besatzungszone, später bei der Nationalen Volksarmee, geboren in Grün
- Kurt Illing (1923–2015), Jazz- und Unterhaltungsmusiker
- Carl Ordnung (1927–2012), Publizist und Politiker (DDR-CDU)
- Siegfried Stöckigt (1929–2012), Pianist
- Michael Ketting (* 1950), Ingenieur, Topmanager und Professor für Baumaschinentechnik
- Gunter Wild (* 1958), Politiker

### Personen, die mit dem Ort in Verbindung stehen
- Franz Adler (um 1814–1884), Rittergutsbesitzer in Plohn und Politiker, MdL
- Joachim Dorfmüller (* 1938), 1944/45 in Lengenfeld wohnhaft und eingeschult; Organist, Pianist, Musikpädagoge, Musikwissenschaftler
- Dieter Seeliger (1939–2023), von 1947 bis 1956 in Lengenfeld wohnhaft und von 1947 bis 1953 Schüler in Lengenfeld, Physiker, Hochschullehrer und Industriemanager, der auf den Gebieten Kernphysik, Neutronenphysik und Umwelttechnik wirkte
- Paul Rudolph (1858–1935), von 1910 bis 1919 (oder 1920) in Grün wohnhaft, deutscher Optiker, war maßgeblich an der Entwicklung einer Reihe legendärer Kameraobjektive beteiligt